# Alabanda
Alabanda (ókori görög nyelven: Αλαβάνδα) vagy Chrysaorians Antiochia egy ókori város volt az anatóliai Káriában, amelynek mai helyszíne Törökország Aydın tartományában, Doğanyurt, Çine, Aydın közelében van.
A város egy hegynyeregben található. A területen sötét márvány alapanyaga figyelhető meg. A Stephanus Byzantinus földrajzi szótár állítása szerint, két Alabanda (Alabandeus) nevű város is volt Káriában, de más ősi forrás ezt nem erősíti meg.

## Történelme

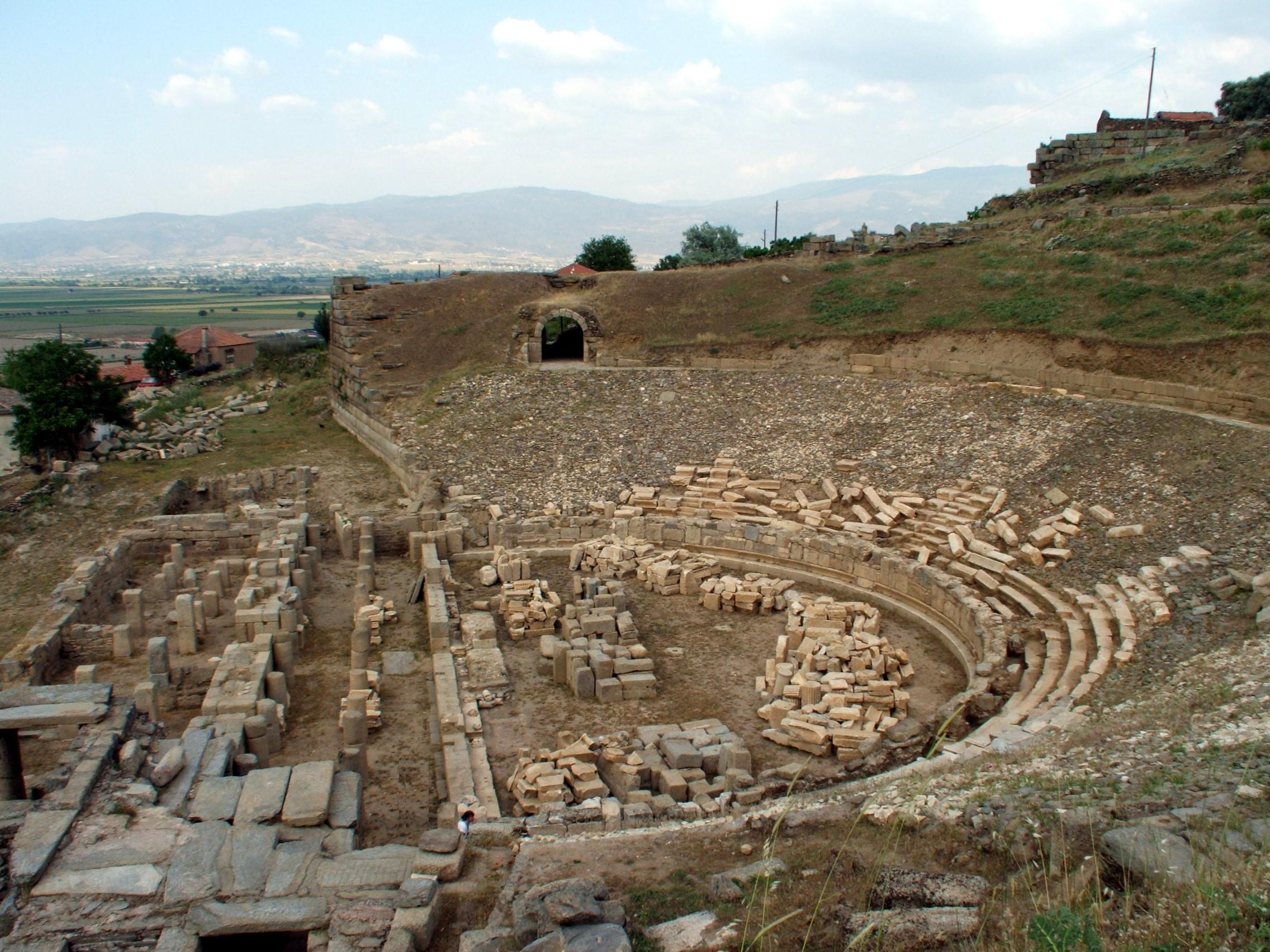
A színház maradványai

A legenda szerint a várost egy káriai hős, Alabandus alapította. Egy alkalommal Hérodotosz is megemlíti, hogy Alabanda Phrügiában helyezkedett el, Kária helyett, de valójában ugyanaz a város volt. 
A korai Szeleukida időszakban Alabanda a közeli városok laza szövetségének, a Chrysaori-ligának a része volt, amelyhez gazdasági, védelmi- és talán etnikai kötelékekkel kapcsolódott. A várost  III. Antiochus  szecsuusz király tiszteletére, aki megőrizte a város békéjét átnevezték Antiochia Chrysaoriansak. A Macedon V. Fülöp 201-ben elfoglalta a várost. A város neve csak a Magnéziában zajló csata és a szeluki vereség után változott vissza Alabandára. Ezt követően a rómaiak foglalták el.
Kr. e. 40-ben a lázadó Quintus Labienus egy párthus sereg vezetésével vette be Alabandát. A város a harmadik század közepére saját érmét is veretett.
A bizánci birodalom ideje alatt a város püspökséget hozott létre. Néhány alabandai püspökök neve azért maradt fenn, mert részt vettek az egyházi tanácsokban. Így Theodoret 452-ben a Chalcedon Tanácsban, Constantine a Trullan Tanácsban 692-ben, egy másik Constantine a Nicaea második tanácsában 787-ben, és John a Konstantinápolyi Tanácsban (879)-ben. Két nem ortodox püspökök neve is fennmaradt: Zeuxis,  monophizitizmus idején 518-ban, valamint Julian, aki 558-tól 568-ig volt püspök, és jakobité volt. 
Alabanda romjai 8 km-re fekszenek Csine-től (Çine), és egy színház és számos más épület maradványaiból állnak.

## Galéria

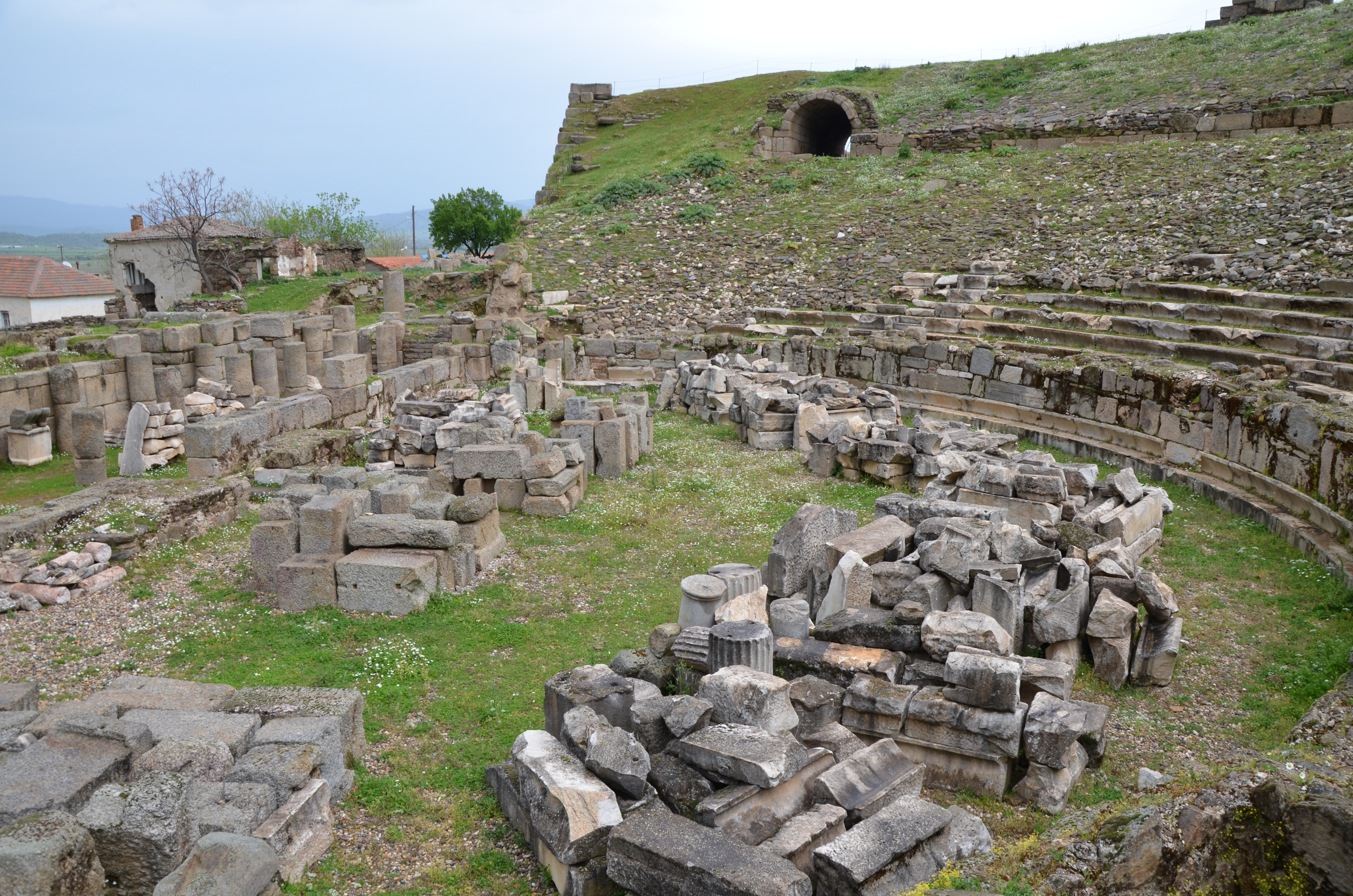
A színház romjai
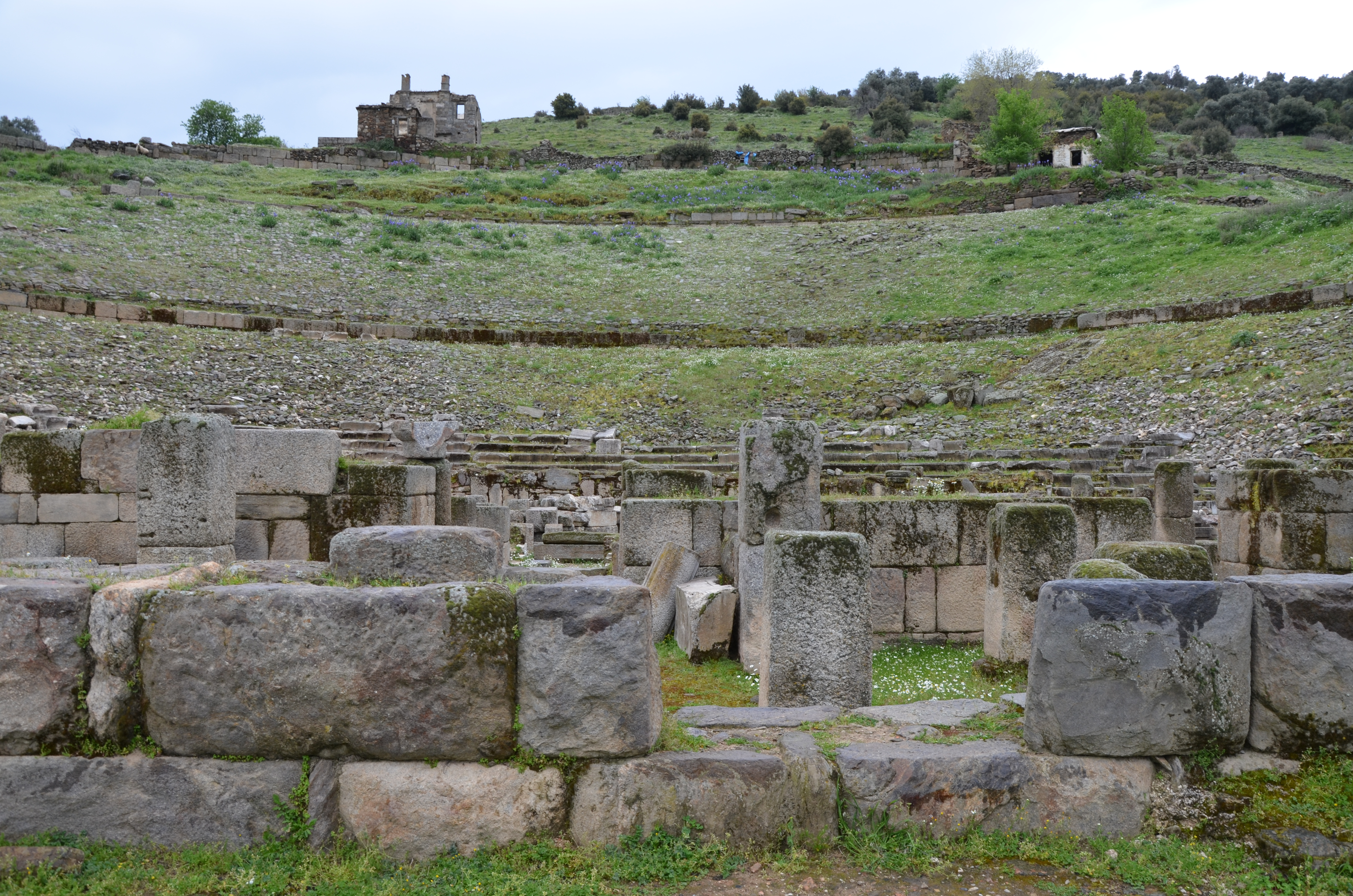
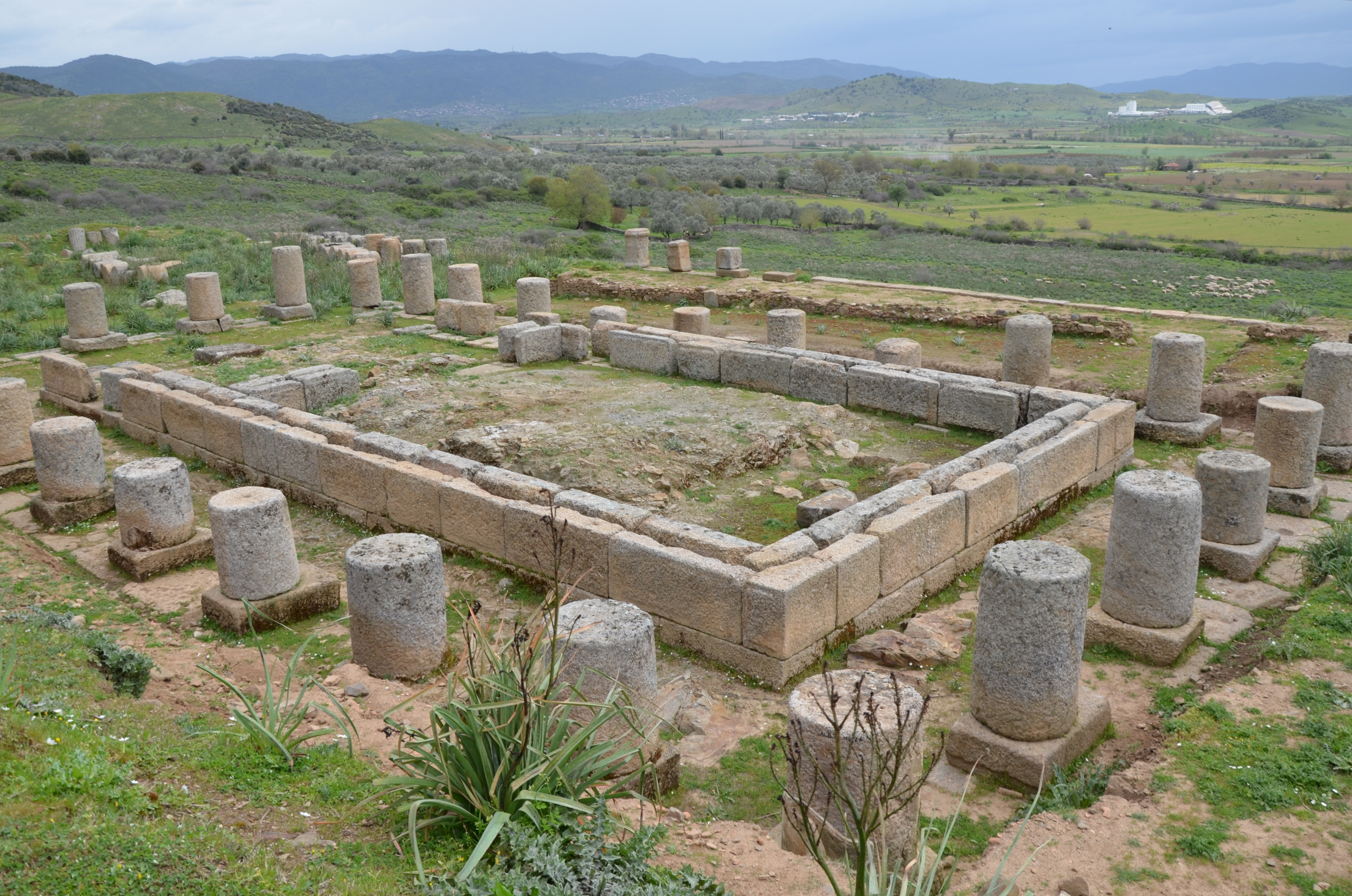
Zeusz templom romjai
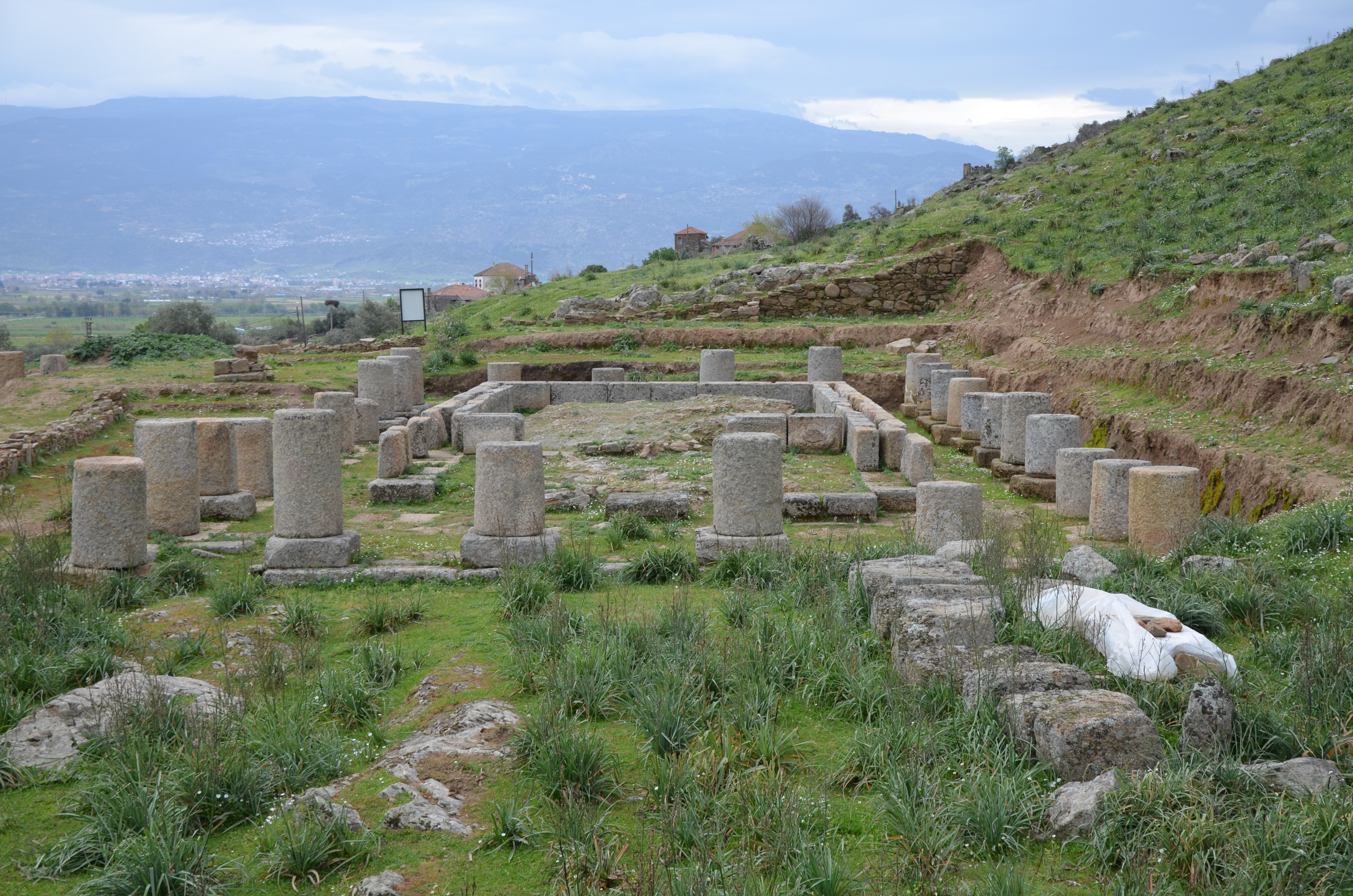
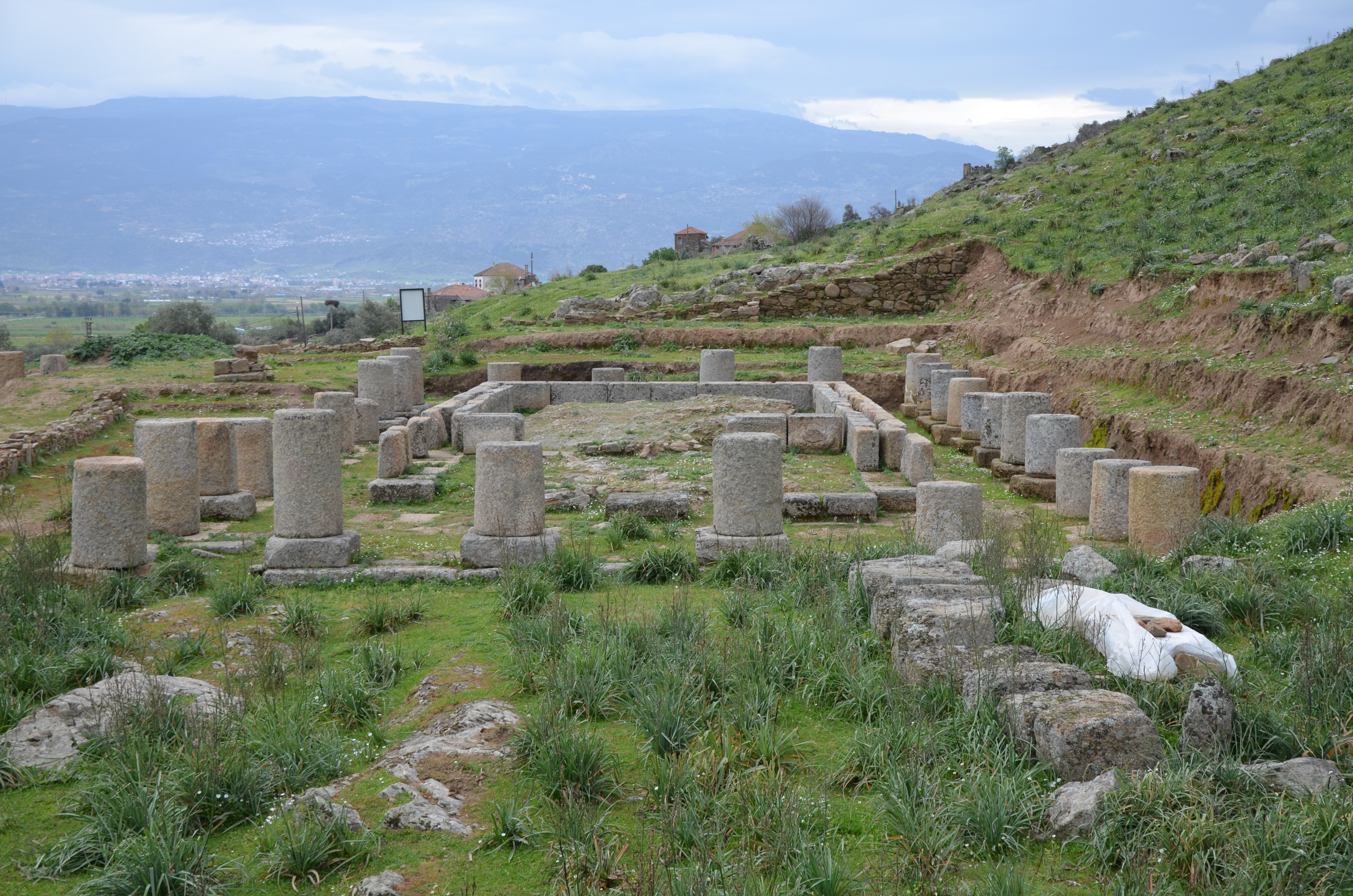
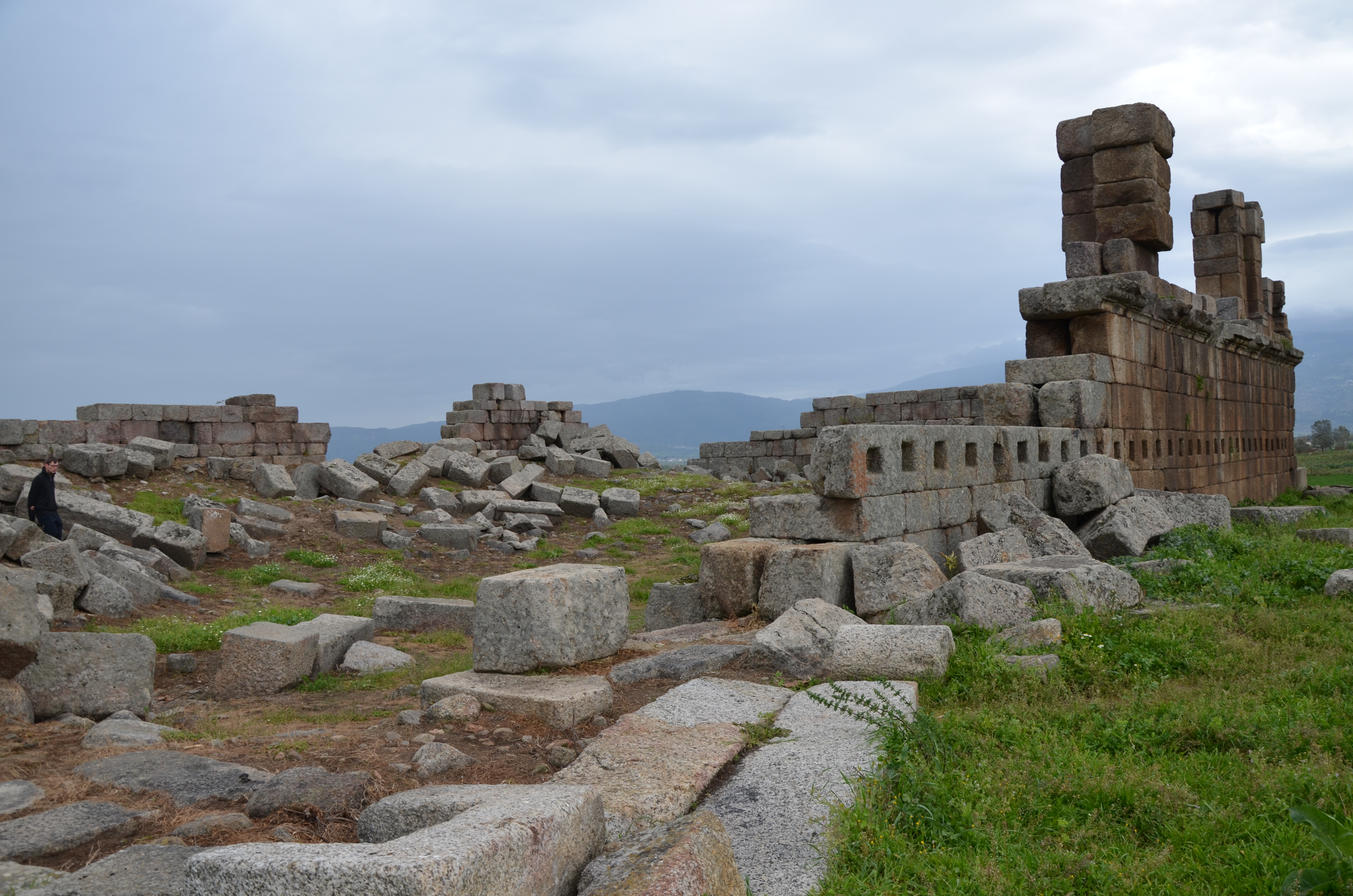